# Храм святого Иннокентия (Тяньцзинь)

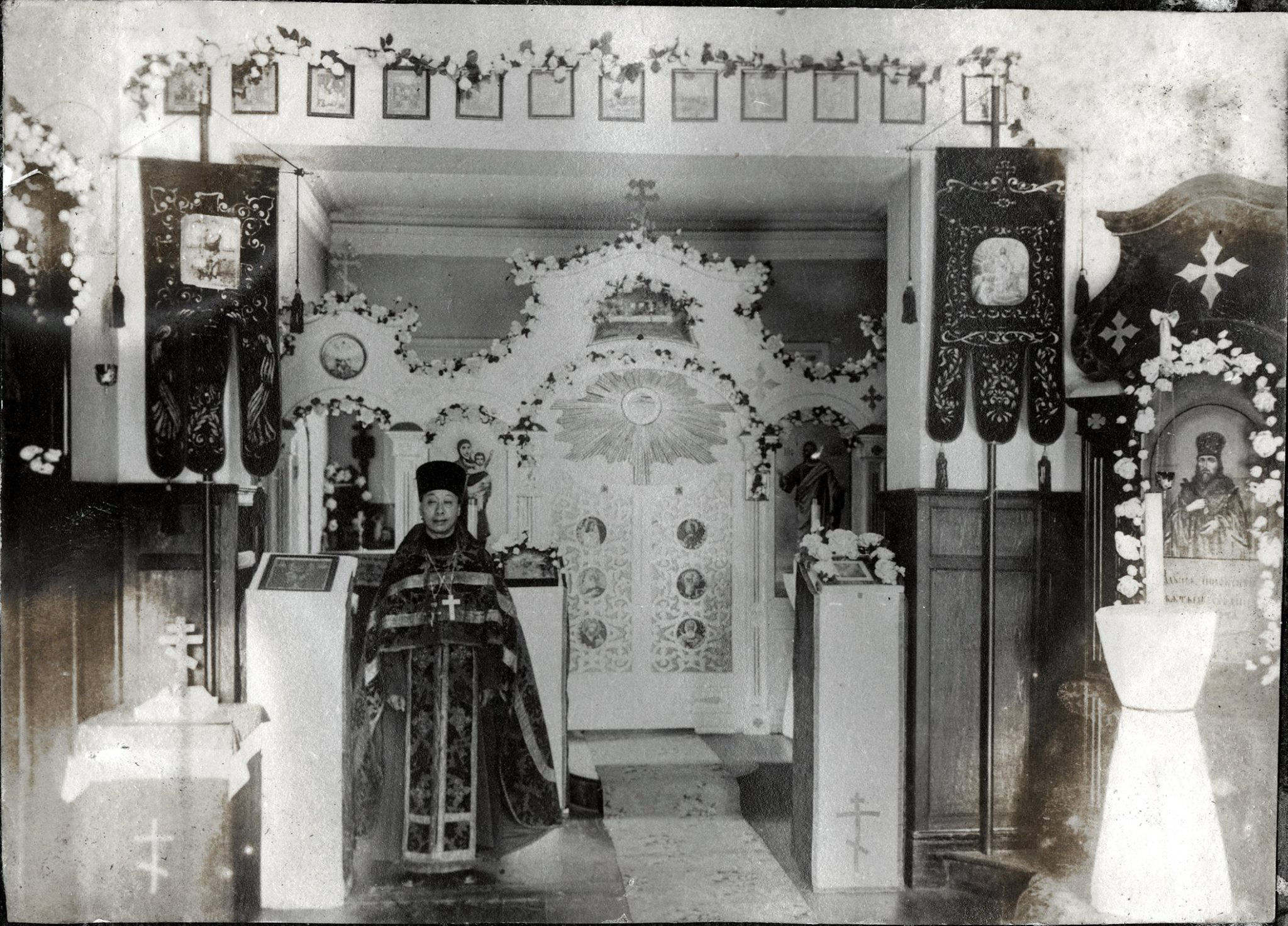

Храм святого Иннокентия Иркутского (кит. 圣英诺肯提乙教堂) — разрушенный храм Китайской православной церкви, располагавшийся в городе Тяньцзинь в районе Хэпин. Приход именовался миссионерским так как в нём служили китайские клирики на китайском языке, ставившие задачу проповедь православия среди китайцев.

## История
27 июля 1930 года протоиерей Сергий Чан Фу (Чан Си Цзи), сразу же по приезде в Тяньцзинь основал Православное китайское миссионерское братство и православный Китайский молитвенный дом, который с ноября того же года стал именоваться Свято-Иннокентиевским храмом. 9 декабря того же года братство отметило свой храмовый праздник, выпустив «Листок» № 1. С самого начал приход имел китайский характер, в богослужении использовался китайский язык, приходской совет также состоял из этнических китайцев. Впрочем, церковь посещали и русские. Такое положение продолжалось до массового отъезда русских в 1949 году.
В 1933 году протоиерей Сергий Чан Фу через посредство главы Японской православной церкви митрополита Сергия (Тихомирова) установил связь с Русской православной церковью в Советском Союзе и перешёл в Московский Патриархат. Настоятелю храма поручалось руководство всеми православными приходами в Китае. 14 апреля 1934 года «Шанхайская газета» опубликовала сенсационный для русской эмиграции материал своего тяньцзиньского корреспондента о том, что настоятель отец Чан решил перейти под юрисдикцию «московской церкви». Эта новость вызвала большой шум среди эмигрантов. Возникли серьёзные трения и острые противоречия между ним тяньцзиньским архимандритом Виктором (Святиным), который как и всё православное духовенство в Китае оставался в ведении РПЦЗ. Между прихожанами возникали разногласия. Приход называли «красной партийной церковью». Фактически приход во главе с протоиереем Сергием Чан Фу приход в независимую церковную организацию для китайских верующих. Служившие в этом храме священники были китайцами.
Одной из основных причин этого перехода стали непростые отношения Русской духовной миссии в Китае с китайским духовенством. Китайские священники не хотели мириться со своим подчинённым положением в Миссии. К 1940-м годам в составе Миссии РПЦЗ осталось только двенадцать священнослужителей и монахов китайской национальности, а многие православные китайцы уходили из Православия в различные секты.
16 сентября 1941 года приход возглавил новорукоположенный священник Феодор Ду. Видимо, назначение настоятелем Иннокентьевского храма священника Феодора Ду означало возвращение китайского прихода в Тяньцзине в подчинение Пекинскому архиерею, который к тому времени из-за начала второй мировой войны уже не имел связей с руководством РПЦЗ в Сремски-Карловци (Югославия). В конце 1945 года вместе с архиепископом Виктором (Святиным) и клиром Пекинской епархии перешел в юрисдикцию Московского Патриархата..
30 июля 1950 года, по пострижении в монашество с именем Симеон, он был рукоположен в епископа Тяньцзиньского, где он служил, пока он не переведён 26 сентября 1950 года на Шанхайскую кафедру. После него здесь служил его родственник Иоанн Ду Ликунь.
Церковь была окончательно закрыта в 1956 году из-за религиозных притеснений и объединена с православной церковью Святого Николая в Тяньцзине. В 1965 году священник Иоанн Ду был избит хунвейбинами, которые разбили православную икону и крест перед отцом Ду. Он страдал физически и морально и вскоре умер в Тяньцзине.